# Crnci (2009.)
Crnci je hrvatski dugometražni ratni dramski film redateljsko-scenarističkog dvojca Gorana Devića i Zvonimira Jurića iz 2009. godine nastao u koprodukciji hrvatske produkcijske kuće Kinorama i Hrvatske radiotelevizije. Premijeru je imao na Pulskom filmskom festivalu 19. srpnja 2009. godine, gdje je osvojio nagrade za režiju, ton i sporednu mušku ulogu, a u kino distribuciju krenuo je 3. veljače 2010. Osim Pule, osvojio je nagrade u nekoliko kategorija na filmskim festivalima Ljubljani, Cottbusu, Linzu, Aleksandriji, Beogradu i Pécsu, a sudjelovao je i na Sarajevskom filmskom festivalu te bio službeni hrvatski kandidat za Oscara u kategoriji Najbolji strani film 2011. godine. Djelomično je inspiriran slučajem Branimira Glavaša. 

## Radnja
Tokom opsade Osijeka, hrvatske vlasti izdaju proglas o priveremenom primirju između hrvatskih i srpskih vojnih snaga. Međutim, Ivo, predvodnik paravojne skupine Crnci, odlučuje se uputiti u šumu i raznijeti branu koja bi onemogućila napredovanje neprijateljske vojske, ali ujedno i vratiti tijela svojih suboraca koji su poginuli tokom izviđačke misije, unatoč neodobravanju nadređenih i suboraca. U rane jutarnje sate odred kreće u svoju misiju, ne znajući kako ih u šumi čeka najopasniji neprijatelj – ljudska priroda. 

## Glumačka postava
- Ivo Gregurević – Ivo
- Krešimir Mikić – Barišić
- Franjo Dijak – Franjo
- Rakan Rushaidat – Darko
- Emir Hadžihafizbegović – Lega
- Nikša Butijer – Saran
- Stjepan Pete – File
- Saša Anočić – diler
- Živko Anočić – Tiho
- Bojana Ordinačev – srpska novinarka